# Kolar-Rundblattnase

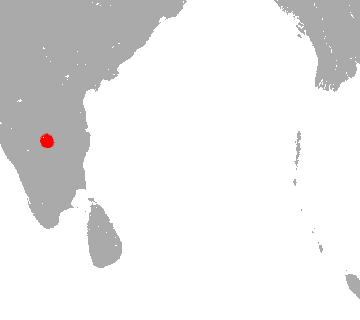
Verbreitungsgebiet der Kolar-Rundblattnase

Die Kolar-Rundblattnase (Hipposideros hypophyllus) ist ein auf ein kleines Gebiet endemisch in Indien beschränktes Fledertier in der Gattung der Altwelt-Rundblattnasen. Ein anfänglich angenommene nahe Verwandtschaft zur Zweifarb-Rundblattnase (Hipposideros bicolor) wird in neueren Abhandlungen angezweifelt.

## Merkmale
Erwachsene Exemplare sind ohne Schwanz 41 bis 42 mm lang und die Schwanzlänge beträgt 23 bis 24 mm. Die Art hat 38 bis 49 mm lange Unterarme, etwa 7 mm lange Hinterfüße und 17 bis 18 mm lange Ohren. Auf der runden Grundform des Nasenblatts befindet sich ein dreieckiger und ein runder Auswuchs. Das Fell der Oberseite kann graubraun oder rotbraun sein, während die Unterseite von hellbraunem bis weißem Fell bedeckt ist. Der diploide Chromosomensatz wird aus 32 Chromosomen gebildet.

## Verbreitung und Lebensweise
Diese Fledermaus ist nur aus dem Distrikt Kolar im Süden Indiens bekannt. Die Region liegt durchschnittlich auf 570 Meter Höhe. Als Habitate kommen Ackerland, Gebüschflächen und Dörfer vor.
Die Kolar-Rundblattnase konnte in einer Höhle registriert werden, die sie mit der Durga-Das-Rundblattnase (Hipposideros durgadasi), der Gelbroten Rundblattnase (Hipposideros fulvus) sowie der Schneider-Rundblattnase (Hipposideros speoris) teilt. Verschiedene Individuen legten vor dem Winter Fettreserven an. Möglicherweise kommen Phasen von Torpor vor. Die Rufe zur Echoortung haben eine Frequenz von 103 bis 105 kHz. Einige Weibchen waren im Spätsommer trächtig.

## Gefährdung
Im Umfeld der Höhle wird illegal Granit abgebaut. Der beim dazu verwendeten Feuer entstehende Rauch hat die Art aus einer anderen Höhle vertrieben. Vermutlich wirken sich Schädlingsbekämpfungsmittel negativ aus. Die IUCN listet die Kolar-Rundblattnase als vom Aussterben bedroht (critically endangered).